# Consatakanastero
Consatakanastero (Asthenes berlepschi) är en fågel i familjen ugnfåglar inom ordningen tättingar.

## Utseende och läte
Consatakanasteron är en 16,5 cm lång, ljusbrun ugnfågel med lång stjärt. Ovansidan är brun, något gråare i nacken och ljust rostbrun mot övergump och övre stjärttäckare. Stjärten är sotfärgad med rostbruna yttre stjärttäckare. Även vingarna är softfärgade, längst in på handpennorna ett rostrött band och rostfärgade kanter på vingtäckarna. På huvudet syns ett svagt ljusare ögonbrynsstreck och en ljust kanelbrun fläck på hakan. Undertill är den ljust ockrafärgad med ett svagt fjälligt mönster på bröstet och rost- till kastanjebrunt på flanker och undergump. Näbben är rätt kraftig och mörk. Arten är mest lik rostgumpad kanastero, men har mer rostrött i vingen och stjärten samt kraftigare näbb. Lätet beskrivs som en lång och fallande ljus drill.

## Utbredning och status
Fågeln förekommer i Anderna i västra Bolivia (Nevado Illampu-regionen i La Paz). IUCN kategoriserar arten som nära hotad.

## Namn
Fågelns vetenskapliga artnamn hedrar den tyske ornitologen Hans von Berlepsch (1850-1915).